# Linda Cardellini
Linda Edna Cardellini, född 25 juni 1975 i Redwood City i Kalifornien, är en amerikansk skådespelare.

## Biografi

### Uppväxt och utbildning
Cardellini växte upp i Redwood City, som är en liten förort i San Francisco Bay Area, men flyttade senare till Santa Clara County och gick high school i Mountain View. Hon har studerat teater vid Loyola Marymount University, där hon gick ut 2001.

### Skådespelarkarriär
Efter att ha spelat småroller i spridda TV-serier i några år där hon syntes i bland annat Tredje klotet från solen, Clueless, Pacific Palisades och Här är ditt liv, Cordy, fick hon till slut en av huvudrollerna i Nollor och nördar som Lindsay Weir. Serien lades dock ner efter bara en säsong. 2001 spelade hon Chutney i Legally Blonde och från 2003 till 2009 spelade hon den ensamstående sjuksköterskan Samantha Taggart i Cityakuten.
Cardellini spelade Velma Dinkley i Scooby Doo (2002) och Scooby Doo 2 – monstren är lösa (2004). 
2013 medverkade hon i sjätte säsongen av TV-serien Mad Men som Don Drapers älskarinna Sylvia Rosen. 2019 fick hon rollen som Judy Hale i Netflix-serien Dead to Me. För båda rollerna har hon nominerats till en Emmy för.

## Filmografi i urval

### Film
| År   | Titel                           | Roll                | Notering |
| ---- | ------------------------------- | ------------------- | -------- |
| 1997 | Good Burger                     | Heather             |          |
| 1998 | Dead Man on Campus              | Kelly               |          |
| 1998 | Strangeland                     | Genevieve Gage      |          |
| 1999 | The Prince and the Surfer       | Melissa             |          |
| 2001 | Legally Blonde                  | Chutney Windham     |          |
| 2001 | The Unsaid                      | Shelley Hunter      |          |
| 2002 | Scooby Doo                      | Velma Dinkley       |          |
| 2003 | Cetainly Not a Fairytale        | Adelle              | Kortfilm |
| 2004 | Scooby Doo 2 – monstren är lösa | Velma Dinkley       |          |
| 2004 | Jiminy Glick in Lalawood        | Natalie Coolidge    |          |
| 2004 | LolliLove                       | Linda               |          |
| 2005 | Brokeback Mountain              | Cassie Cartwright   |          |
| 2005 | American Gun                    | Mary Ann Wilk       |          |
| 2006 | Grandma's Boy                   | Samantha            |          |
| 2008 | The Lazarus Project             | Julie Ingram        |          |
| 2010 | Super                           | Djuraffärs anställd |          |
| 2011 | Kill the Irishman               | Joan Madigan        |          |
| 2011 | Return                          | Kelli               |          |
| 2014 | Welcome to Me                   | Gina Selway         |          |
| 2015 | Avengers: Age of Ultron         | Laura Barton        |          |
| 2015 | Daddy's Home                    | Sara Whittaker      |          |
| 2016 | The Founder                     | Joan Smith          |          |
| 2017 | Daddy's Home 2                  | Sara Whittaker      |          |
| 2018 | Green Book                      | Dolores Vallelonga  |          |
| 2018 | Hunter Killer                   | Jayne Norquist      |          |
| 2019 | The Curse of La Llorona         | Anna Garcia         |          |
| 2019 | Avengers: Endgame               | Laura Barton        |          |
| 2020 | Capone                          | Mae Capone          |          |
| 2023 | Guardians of the Galaxy Vol. 3  | Lylla               | Röstroll |

### TV
| År        | Titel                      | Roll             | Notering                                                   |
| --------- | -------------------------- | ---------------- | ---------------------------------------------------------- |
| 1996      | Bone Chillers              | Sarah            | 10 avsnitt                                                 |
| 1997      | Tredje klotet från solen   | Lorna            | Avsnitt: "Dickmalion"                                      |
| 1997      | Pacific Palisades          | Sara             | 2 avsnitt                                                  |
| 1997      | Clueless                   | Oddrey           | Avsnitt: "Chick Fight Tonight"                             |
| 1998      | Promised Land              | Amber            | Avsnitt: "Chasin' the Blues"                               |
| 1998-1999 | Guys Like Us               | Jude             | 7 avsnitt                                                  |
| 1998-1999 | Här är ditt liv, Cory      | Lauren           | 4 avsnitt                                                  |
| 1999-2000 | Nollor och nördar          | Lindsay Weir     | Huvudroll                                                  |
| 2003      | The Twilight Zone          | Ali Warner       | Avsnitt: "The Path"                                        |
| 2003-2009 | Cityakuten                 | Samantha Taggart | Huvudroll                                                  |
| 2005-2022 | Robot Chicken              | Olika röstroller | 5 avsnitt, Röstroll                                        |
| 2007      | Human Giant                | Melody Richards  | Avsnitt: "Mind Explosion"                                  |
| 2008      | Comanche Moon              | Clara Forsythe   | 3 avsnitt                                                  |
| 2009      | The Goode Family           | Bliss Goode      | Huvudroll                                                  |
| 2011-2013 | Scooby Doo! Mysteriegänget | Marcy Fleach     | 8 avsnitt, Röstroll                                        |
| 2012-2015 | Regular Show               | CJ               | 24 avsnitt                                                 |
| 2012-2016 | Gravity Falls              | Wendy Cordury    | Röstroll                                                   |
| 2013      | Out There                  | Sharla Lemoyne   | 5 avsnitt, Röstroll                                        |
| 2013-2015 | Mad Men                    | Sylvia Rosen     | 9 avsnitt                                                  |
| 2013-2016 | Sanjay & Craig             | Megan Sparkles   | Röstroll                                                   |
| 2014      | New Girl                   | Abby Day         | 3 avsnitt                                                  |
| 2015-2017 | Bloodline                  | Meg Rayburn      | Huvudroll                                                  |
| 2019-2022 | Dead to Me                 | Judy Hale        | Huvudroll                                                  |
| 2020      | Muppets Now                | Sig själv        | 6 avsnitt                                                  |
| 2021      | Hawkeye                    | Laura Barton     | 5 avsnitt                                                  |
| 2024      | Creature Commandos         | Elizabeth Bates  | Röstroll                                                   |
| 2024      | No Good Deed               | Margo Starling   |                                                            |
| TBA       | Crystal Lake               | Pamela Voorhees  | Prequelserie på TV baserad på filmserien Fredagen den 13:e |